# انجمن حسابرسی و کنترل سامانه‌های اطلاعاتی

لوگوی گواهی‌نامه «کارشناس رسمی راهبری فناوری اطلاعات بنگاه (CGEIT)»

لوگوی گواهی‌نامه «حسابرس رسمی سامانه‌های اطلاعاتی (CISA)»

لوگوی گواهی‌نامه «مدیر رسمی امنیت اطلاعات (CISM)»

لوگوی گواهی‌نامه «کارشناس رسمی کنترل سامانه‌های ریسک و اطلاعات (CRISC)»

| انجمن حسابرسی و کنترل سامانه‌های اطلاعاتی | انجمن حسابرسی و کنترل سامانه‌های اطلاعاتی |
| ---------------------------------------- | ---------------------------------------- |
|                                          |                                          |
| شعار                                     | اعتماد به، و ارزش از، سامانه‌های اطلاعاتی |
| بنیان‌گذاری                               | ۱۹۶۷، آمریکا                             |
| مقر                                      | شیکاگو، ایلینوی، ایالات متحده آمریکا     |
| اعضا                                     | بیش از ۱۰۰ هزار نفر از ۱۸۰ کشور          |
| زبان رسمی                                | انگلیسی                                  |
| دبیرکل                                   | Gregory T. Grocholski                    |
| وب‌گاه رسمی                               | www.isaca.org                            |

 انجمن حسابرسی و کنترل سامانه‌های اطلاعاتی که به اختصار آیساکا نامیده می‌شود یکی از تأثیرگذارترین تشکل‌های حرفه‌ای و استانداردگذار در زمینه حسابرسی و کنترل سامانه‌های اطلاعاتی و راهبری فناوری اطلاعات در آمریکا و جهان است؛ که بیش از ۴۵ سال از تشکیل آن می‌گذرد. آیساکا یکی از اعضای وابسته فدراسیون بین‌المللی حسابداران (آیفک) نیز است.

آیساکا، هم‌اکنون، بیش از ۱۰۰۰۰۰ عضو دارد که در ۱۸۰ کشور جهان زندگی و کار می‌کنند. پیشه اعضای آیساکا طیف گوناگونی از پیشه‌های مربوط به فناوری اطلاعات را در بر می‌گیرد - از جمله، حسابرس سامانه‌های اطلاعاتی، مشاور سامانه‌های اطلاعاتی، آموزگار سامانه‌های اطلاعاتی، کارشناس امنیت سامانه‌های اطلاعاتی، مقررات‌گذار، حسابرس داخلی، و.... دامنه تجربه این اعضا نیز از تازه‌کاران تا متخصصان زبردست را شامل می‌شود. این اعضا در صنایع گوناگونی هم‌چون مالی، بانک‌داری، حسابرسی، تولیدی، و... در دو بخش دولتی و خصوصی کار می‌کنند. این گوناگونی پیشه‌ها، تجارب، و صنایع موجب شده‌است تا اعضای آیساکا همواره در حال فراگیری از یکدیگر باشند و دانسته‌های خود را با هم به اشتراک بگذارند. این ویژگی یگانه یکی از توان‌مندی‌های قابل توجه آیساکا به‌شمار می‌رود (به نقل از ویکی‌پدیا انگلیسی).

## تاریخچه آیساکا
نخستین گام برای راه‌اندازی آیساکا در سال ۱۹۶۷ توسط گروه کوچکی از هم‌پیشگان «حسابرسی و کنترل سامانه‌های اطلاعاتی» برداشته شد. این کارشناسان حرفه‌ای احساس می‌کردند باید منابع اطلاعاتی و رهنمودهایی را در زمینه رو به رشد حسابرسی و کنترل سامانه‌های اطلاعاتی گردآوری کنند. در سال ۱۹۶۹، این گروه به‌طور رسمی سامان یافت؛ و در آغاز با عنوان انجمن حسابرسان پردازش داده‌های الکترونیکی راه‌اندازی شد. این انجمن در سال ۱۹۷۶ نیز بنیادی آموزشی را برای انجام پژوهش‌های پردامنه با هدف گسترش دانش و ارزش در زمینه راهبری و کنترل فناوری اطلاعات بنیان نهاد (به نقل از ویکی‌پدیا انگلیسی).

## گواهی‌نامه‌های حرفه‌ای آیساکا
آیساکا بر مبنای سابقه کاری متقاضیان و موفقیت آنان در آزمون‌های کتبی تخصصی چند گواهی‌نامه حرفه‌ای به آنان اعطا می‌کند. این گواهی‌نامه‌ها که در آمریکا و جهان از اعتبار بالایی برخوردارند به شرح نمایه (۱) هستند (به نقل از ویکی‌پدیا انگلیسی).

نمایه (۱)- گواهی‌نامه‌های حرفه‌ای انجمن حسابرسی و کنترل سامانه‌های اطلاعاتی (آیساکا)
| حروف اختصاری گواهی‌نامه | نام انگلیسی گواهی‌نامه                             | نام پارسی گواهی‌نامه                         | منبع            |
| ---------------------- | ------------------------------------------------- | ------------------------------------------- | --------------- |
| CISA                   | Certified Information Systems Auditor             | حسابرس رسمی سامانه‌های اطلاعاتی              | منابع را ببینید |
| CISM                   | Certified Information Security Manager            | مدیر رسمی امنیت اطلاعات                     | منابع را ببینید |
| CGEIT                  | Certified in the Governance of Enterprise IT      | کارشناس رسمی راهبری فناوری اطلاعات بنگاه    | منابع را ببینید |
| CRISC                  | Certified in Risk and Information Systems Control | کارشناس رسمی کنترل سامانه‌های ریسک و اطلاعات | منابع را ببینید |

## استانداردها و رهنمودهای آیساکا
استانداردها و رهنمودهای آیساکا عبارتند از:
- استانداردها و رهنمودهای حسابرسی و اطمینان‌دهی فناوری اطلاعات (۱۴ ژانویه ۲۰۱۳)[پانویس ۳][۶]
- چارچوب اهداف کنترلی اطلاعات و فناوری مربوط (کوبیت) (۲۰۱۲)[پانویس ۴][۷][۸]
- چارچوب راهبری ارزش بنگاه در ارتباط با سرمایه‌گذاری‌های فناوری اطلاعات (ول‌آی‌تی)[پانویس ۵][۹]
- چارچوب ریسک فناوری اطلاعات (ریسک آی‌تی)[پانویس ۶][۱۰]
- چارچوب اطمینان‌دهی فناوری اطلاعات[پانویس ۷][۱۱]
- مدل تجاری امنیت اطلاعات[پانویس ۸][۱۲]

## مجله آیساکا
مجله آیساکا (به انگلیسی: ISACA Journal) عنوان نشریه‌ای است که از سوی آیساکا به صورت دوماهنامه منتشر می‌شود. آرشیو آنلاین این مجله - از ژانویه ۲۰۰۰ تاکنون - بر روی وب‌گاه آیساکا در دسترس است.